# Movimento de Unidade Democrática
O Movimento de Unidade Democrática (MUD) foi uma organização política de oposição ao regime salazarista.

## MUD
Formado após o final da II Guerra Mundial, em 8 de Outubro de 1945, com a autorização do governo, o MUD era herdeiro do anterior MUNAF.
O MUD foi criado para reorganizar a oposição, prepará-la para as eleições e proporcionar um debate público em torno da questão eleitoral. Conseguiu em pouco tempo grande adesão popular (principalmente entre intelectuais e profissionais liberais) e começou a tornar-se uma ameaça para o regime.

1945. Cartaz do MUD com a frase «Sem eleições livres - não votes»

Salazar ilegalizou-o em 1946, sob o pretexto de que tinha fortes ligações ao PCP. Apesar de tudo, viria ainda a apoiar a candidatura presidencial do general Norton de Matos, em 1949.
Organizadas no âmbito do MUD, entre 1946 e 1956 realizaram-se as Exposições Gerais de Artes Plásticas (SNBA, Lisboa), perfazendo um total de 10 exposições de grande impacto cívico e cultural.

## MUD Juvenil
Da organização juvenil do MUD fizeram parte personalidades como Mário Soares, Salgado Zenha, Octávio Pato, Francisco Castro Rodrigues, José Borrego, Maria Fernanda Silva, Júlio Pomar, Mário Sacramento, Rui Grácio, António Abreu, Luís de Carvalho, Gustavo Soromenho, Nuno Fidelino Figueiredo, João Abel Manta, António Alfredo, Henrique Neto, António Areosa Feio, António Ramos Rosa, Emílio Costa, Ferreira de Castro ou Roberto Nobre.
O MUD juvenil manteve ligações com movimentos católicos através de personalidades como João Sá da Costa e Fernando Ferreira da Costa, ligados ao padre Alves Correia.